# Guderhandviertel
Guderhandviertel est une commune allemande de l'arrondissement de Stade, Land de Basse-Saxe.

## Géographie
La commune se situe à l'ouest de Hambourg, au centre du Altes Land. La Lühe la sépare de ses voisines Neuenkirchen et Mittelnkirchen.
| Agathenburg | Steinkirchen     | Mittelnkirchen |
| Dollern     | Guderhandviertel |                |
| Horneburg   |                  | Neuenkirchen   |

## Histoire
Guderhandviertel est mentionné pour la première fois en 1524 sous le nom de "Im Ghuderhandeverndeil". À la fin du Moyen Âge, on parle d'un village du nom de "Lu".